# Церковь Спаса Преображения (Журавна)
Церковь Спаса Преображения (Преображенская церковь) — церковь Русской православной церкви в деревне Журавна городского округа Зарайск Московской области.
Одна из старейших церквей Зарайского района. Сооружалась на средства местного помещика Ивана Давыдовича Щепотьева (стольник, владелец села) в 1698—1710 годах.

## История
В писцовых книгах 1578 года уже упоминается деревянная «церковь Преображенье Спасово» в селе Спасское на Журавне. Деревянный храм обветшал и стараниями Щепотьева в селе был возведен новый каменный храм (типа восьмерик на четверике) в стиле раннего петровского барокко. В 1827 году здание храма подверглось переработке в стиле классицизма. В 1858 году тщанием церковного старосты штабс-капитана Венедикта Ивановича Ериновского в церкви был устроен боковой придел во имя святителя Митрофана Воронежского. Недалеко от церкви находилось кладбище, где сохранился надгробный памятник поручику Василию Васильевичу Щепотьеву, скончавшемуся в 1813 году.
В 1863 году на церковные средства вокруг храма была построена каменная ограда с деревянными решетками. С 1892 года при нём работала школа грамоты.
Храм пережил Октябрьскую революцию, но был закрыт в 1931 году; были снесены главка с крестом и верхние ярусы колокольни. В здании храма находился клуб, затем зерносклад. После распада СССР, в 1998 году, была создана церковная община и возобновлены богослужения. В течение последующих лет храм ремонтировался, восстановительные работы продолжаются и в настоящее время. При храме действует воскресная школа для детей.
Настоятель храма — протоиерей Григорий Владимирович Решетов.